# هلع شراء الوقود في المملكة المتحدة 2021

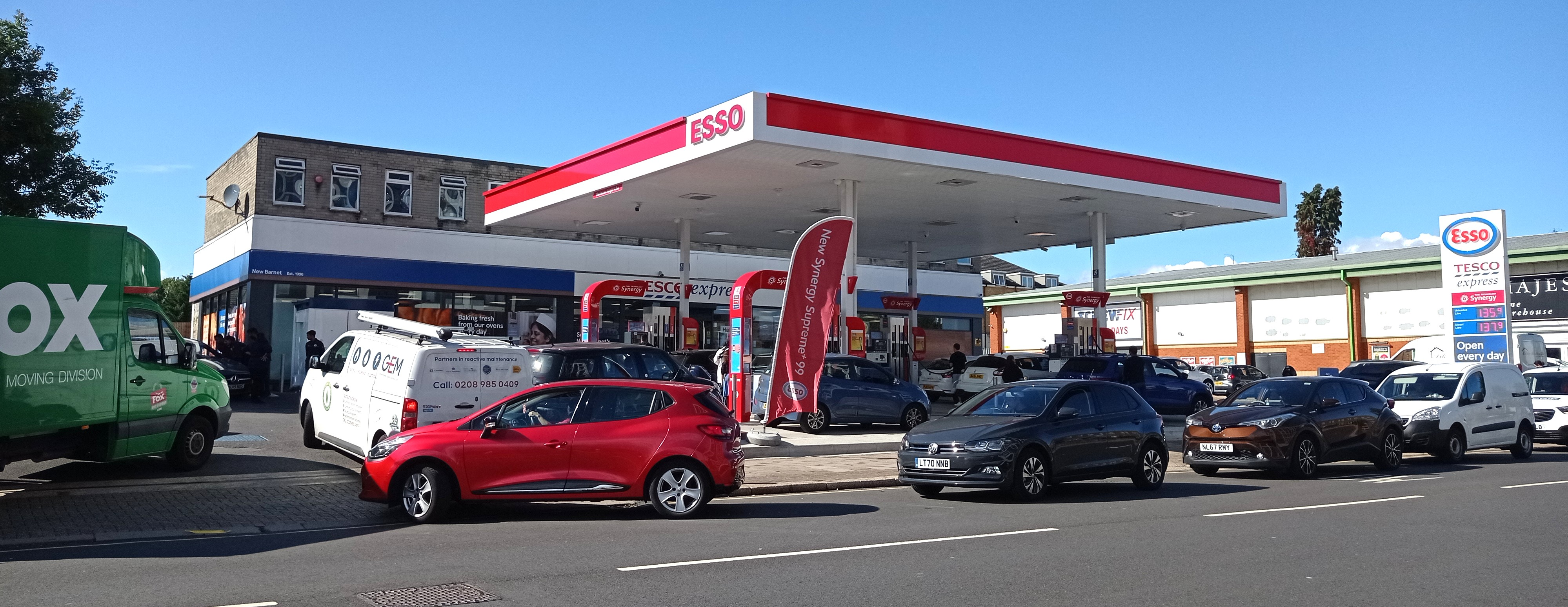
طوابير الوقود في محطة خدمة شمال لندن 27 سبتمبر 2021

هلع شراء الوقود في المملكة المتحدة 2021 في سبتمبر 2021، عانت المملكة المتحدة من مشكلة في إمدادات الوقود بعد أن أدت التقارير الإخبارية عن النقص المستمر في سائقي الشاحنات الثقيلة إلى هلع شراء من محطات الوقود في جميع أنحاء المملكة المتحدة. علقت الحكومة قانون المنافسة استجابة للنقص. اختار مشغلو ساحة فوريكورت تقنين إمداداتهم أو إغلاقها بالكامل. قدرت شركة بريتيش بتروليوم التي تشغل 1.200 محطة في المملكة المتحدة أن 30٪ من مواقعها لا تحتوي على أي من درجات الوقود الرئيسية.
أدت حالة هلع شراء المستهلكين للبنزين ووقود الديزل في المملكة المتحدة إلى اضطراب خطير في إمدادات وقود الطرقات في سبتمبر عام 2021. قيل إن هلع الشراء كان نتيجة تقارير إعلامية عن بيان حكومي مسرب يتحدث عن وجود نقص في سائقي مركبات البضائع الثقيلة. ربط بعض المحللين والسياسيين نقص السائقين بخروج بريطانيا من الاتحاد الأوروبي (بريكسيت)، في حين ألقى آخرون اللوم على جائحة كوفيد-19، أو تأثيرهما المشترك. رغم أن المملكة المتحدة لم تكن تعاني من نقص في الوقود، لكن هلع الشراء إلى جانب مشاكل سلسلة التوريد الناجمة عن نقص سائقي مركبات السلع الثقيلة أدى إلى نفاد الوقود من عدة محطات.

## المشكلة

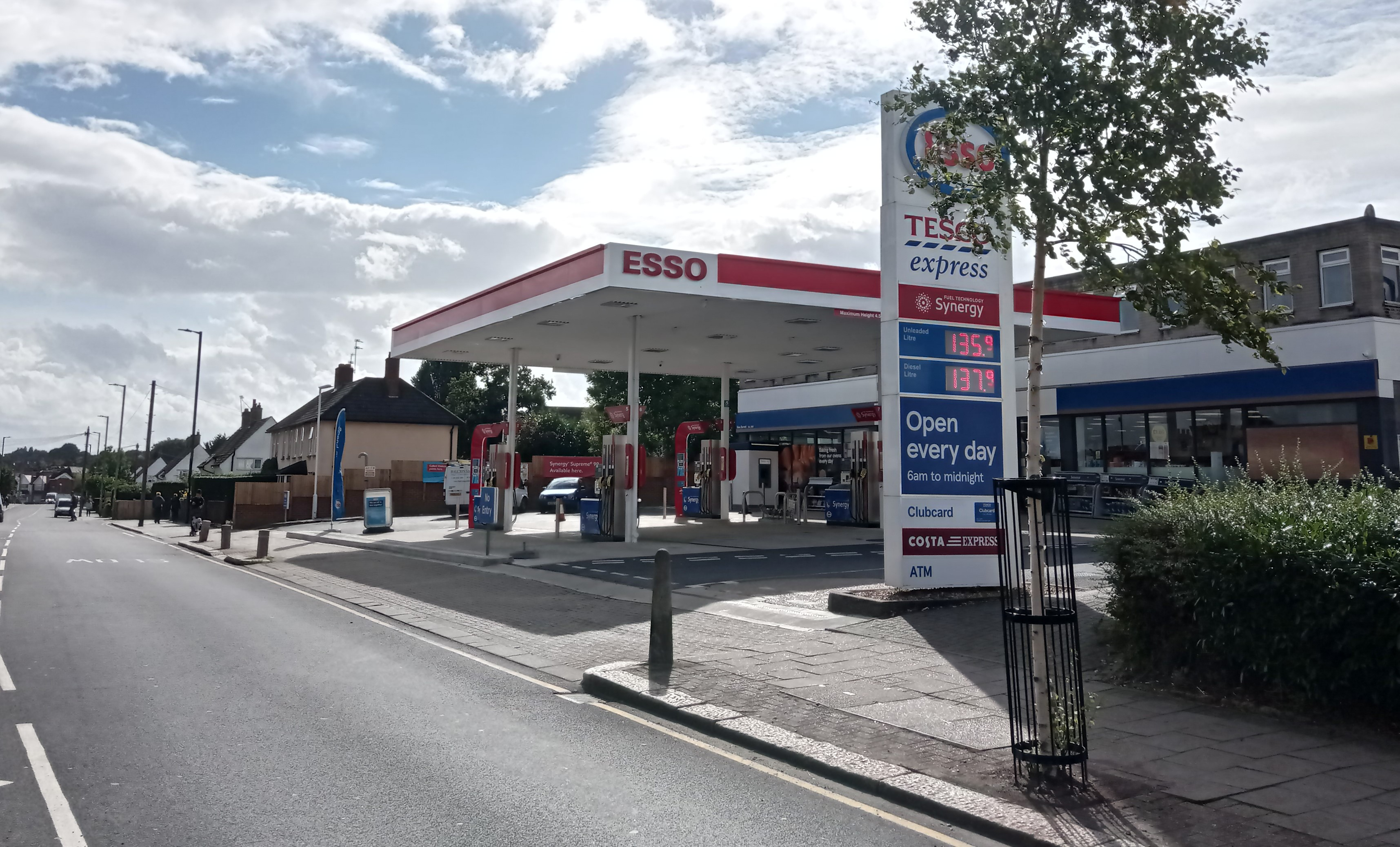
تم بيع جميع الوقود في محطة إيسو، طريق إيست بارنيت، لندن، 28 سبتمبر 2021

عانت بريطانيا العظمى في سبتمبر 2021 من نقص في إمدادات الوقود بعد تقارير إخبارية عن وجود نقص في سائقي مركبات السلع الثقيلة وتسببت في حدوث هلع شراء الوقود. لم تتأثر محطات خدمة الوقود في إيرلندا الشمالية بذلك.
قدرت شركة بي بّي أو بريتيش بتروليوم، التي تشغّل نحو 1200 محطة في المملكة المتحدة، أن 30% من مواقعها لم تحتوي أي صنف من أصناف الوقود الرئيسية حتى تاريخ 26 سبتمبر 2021. ذكرت وكالة رويترز في 27 سبتمبر أن 50% إلى 90% من محطات الوقود في إنكلترا قد نفد منها الوقود بسبب هلع الشراء.
قالت الشركات العاملة في مجال صناعة الوقود في تصريح مشترك لها في 29 سبتمبر إنهم «كانوا يرون إشارات على أن الوضع في المضخات كان قد بدأ بالتحسن». قال رئيس جمعية تجار التجزئة لبيع البترول عبر مقابلة له في الراديو في 2 أكتوبر إن الوضع كان يتحسن في اسكتلندا، وشمال إنجلترا وأجزاء من ميدلاندز لكنه يزداد سوءًا في جنوب شرق إنجلترا ولندن. أصدرت الجمعية تصريحًا في اليوم التالي موضحةً «أن الوقود ما يزال لا يذهب إلى المضخات الأكثر حاجة إليه في لندن والجنوب الشرقي. لكن الأزمة على مشارف الانتهاء في اسكتلندا والشمال وميدلاندز». بقيت 22% من المحطات في لندن بدون وقود، و40% تفتقر إلى أحد أصناف الوقود الرئيسية. اعتقد بعض مالكي الكراجات بحلول شهر أكتوبر، أن مشكلة الإمدادات المتبقية لم تكن مرتبطة بهلع الشراء. قالت جمعية تجار التجزئة لبيع البترول في 4 أكتوبر، إن بعض محطات الخدمة في جنوب شرقي إنجلترا بقيت لمدة أسابيع بدون وقود.

## تدابير التخفيف
نشرت الحكومة البريطانية في عام 2011 إرشادات للتخطيط لحالات الطوارئ في مجال الطاقة وأولوية توزيع الوقود، وأدرجت 10 مخططات يمكن تنفيذها عند وجود مشكلة في إمدادات الوقود أو طلبه.
تم مسبقًا في وقت مبكر من العام تنفيذ تخفيف لساعات السائقين بسبب مشاكل في سلسلة الإمدادات في يناير عام 2021 وتم بالتالي تمديدها لاحقًا إلى أكتوبر، لذلك كانت هذه الطريقة موجودة قبل بدء الهلع.
بدأ وزير الأعمال البريطاني كواسي كوارتنغ في 26 سبتمبر أول إجراء من هذه الإجراءات العشرة وأعلن إعفاء الصناعة النفطية من قانون المنافسة لعام 1998 كي تتمكن الشركات من التنسيق بين بعضها وتوفير منتجات الوقود بشكل أسهل على ضوء نقص الوقود الذي سببه هلع الشراء.
اختار بعض مشغلي محطات خدمة الوقود تقنين إمداداتهم أو الإغلاق بالكامل.
وُضع عدد من سائقي الناقلات العسكرية على أهبة الاستعداد كي يتم نشرهم إذا لزم الأمر.
غرد كواسي كوارتنغ في 29 سبتمبر أنه سيتم إطلاق أسطول الناقلات الاحتياطية الذي يتألف من 80 مركبة بعد ظهر ذلك اليوم. كان الحصول على الوقود في جنوبي شرق إنجلترا ما يزال يعتبر مشكلة بعد أسبوع من بداية حالة هلع الشراء، ذلك على الرغم من تحسن الوضع في الشمال وميدلاندز.
أُعلن في 2 أكتوبر أن الجيش سيبدأ بتوصيل الوقود إلى محطات التعبئة في يوم الإثنين 4 أكتوبر. سيسمح لسائقي الناقلات الأجنبية بدخول المملكة المتحدة مؤقتًا حتى نهاية شهر مارس 2022.